# ジブッポウソウ科
ジブッポウソウ科 (じぶっぽうそうか、学名 Brachypteraciidae) は、鳥類ブッポウソウ目の科である。
マダガスカル固有科。

## 系統と分類
ブッポウソウ科と姉妹群であり、2科（および絶滅した Geranopterus）でブッポウソウ上科 Coracioidea を構成する。

## 属と種
国際鳥類学会議 (IOC) によると4属5種からなる。
- Brachypteracias
  - Brachypteracias leptosomus, Short-legged Ground Roller, ジブッポウソウ
- Geobiastes （Brachypteracias から分離）
  - Geobiastes squamigera, Scaly Ground Roller, ウロコジブッポウソウ
- ハシリブッポウソウ属 Atelornis
  - Atelornis pittoides, Pitta-like Ground Roller, ルリガシラハシリブッポウソウ
  - Atelornis crossleyi, Rufous-headed Ground Roller, チャガシラハシリブッポウソウ
- Uratelornis
  - Uratelornis chimaera, Long-tailed Ground Roller, オナガジブッポウソウ